# 5031 Švejcar
5031 Švejcar eller 1990 FW1 är en asteroid i huvudbältet som upptäcktes den 16 mars 1990 av den tjeckiske astronomen Zdeňka Vávrová vid Kleť-observatoriet. Den är uppkallad efter Josef Švejcar.
Asteroiden har en diameter på ungefär 8 kilometer och den tillhör asteroidgruppen Massalia.